# Docostoma
Docostoma là một chi bướm đêm thuộc họ Blastobasidae.